# Tony Romo
Tony  Romo (San Diego, California, 21 de abril de 1980) es un exjugador de fútbol americano. Jugaba en la posición de quarterback y disputó sus trece temporadas como profesional en los Dallas Cowboys de la National Football League (NFL).

## Biografía
De ascendencia mexicana, su padre es originario de Coahuila. Romo nació en San Diego, su padre (Ramiro Romo) servía en la Armada de los Estados Unidos. Cuando Romo tenía 2 años, su familia se trasladó a vivir a Burlington un pequeño pueblo del estado de Wisconsin, donde vivió toda su infancia y juventud. Empezó su carrera en el equipo del pueblo.

## Carrera

### Universidad
Romo asistió a la Universidad del Este de Illinois, donde continuó su carrera colegial en la NCAA. En su segundo año (2000) Romo fue segundo en pases completados en la División I-AA con 164 de 278 pases para 2,583 yardas y 27 touchdowns..

### NFL
Romo llegó a los Cowboys como agente libre en el 2003 y fue parte no activa del roster mientras otros quarterbacks llegaban y salían del equipo. Para la temporada 2005 fue promocionado a segundo quarterback como suplente del titular y veterano de la liga, Drew Bledsoe que para entonces era el octavo quarterback titular que los Cowboys tenían en un periodo de 5 años tras el retiro de Troy Aikman.

#### Temporada 2006
Ya iniciada la temporada 2006, Romo finalmente obtuvo el puesto titular y guio al equipo hasta el juego de comodines en playoffs ante los Seattle Seahawks. Con una desventaja de 21-20 y 1:19 en el reloj, los Cowboys obtuvieron un intento de gol de campo de 19 yardas. Romo, que además de quarterback se desempeñaba como holder, soltó el balón tras el snap y aunque alcanzó a recuperarlo para intentar una carrera hacia el touchdown, fue detenido y en la caída soltó el balón una vez más para ser recuperado definitivamente por los Seattle Seahawks.

#### Temporada 2007
Para el 2007, con una reputación afectada por su error en los playoffs de la temporada anterior, fue ratificado como primer equipo y guio a los Cowboys a la mejor marca en temporada regular en la historia de la franquicia (13-3), además de asegurar el campeonato de la división Este y un lugar en el juego divisional de playoffs. Sin, embargo, una derrota frente a los New York Giants reavivó una vez más las críticas sobre su desempeño y disciplina, especialmente cuando se dio a conocer una semana antes del juego frente a los Giants, que Romo vacacionaba en Los Cabos con su novia Jessica Simpson y sus amigos, los también jugadores de los Cowboys, Jason Witten y Marion Barber III.

#### Temporada 2008
En el 2008 tensiones al interior con el del equipo condujeron a una temporada mediocre de 9-7, que incluyó una derrota frente a los Baltimore Ravens en el juego de despedida del Texas Stadium y una vergonzosa derrota frente a Philadelphia en el último juego de la temporada y que significó perder la oportunidad de entrar a los playoffs. En este punto, las críticas sobre Romo y su presunta incapacidad para ganar juegos importantes encontraban su punto más alto. Sin embargo, la indisciplina de otros jugadores como Terrell Owens fueron ampliamente consideradas como la principal razón del fracaso en el 2008 así que algunas medidas que se implementaron para el 2009 incluyeron el despido de Owens y otros jugadores problemáticos.

#### Temporada 2009

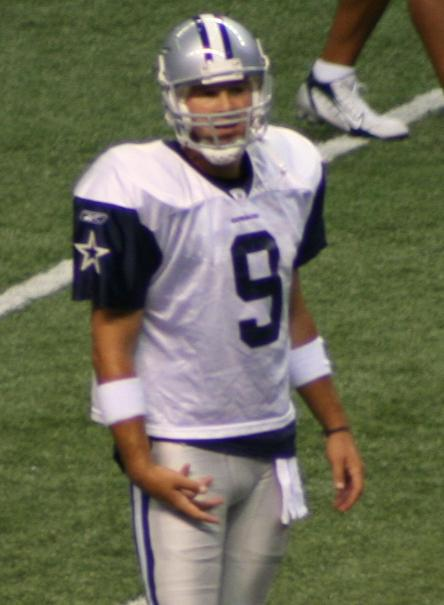

Con rumores acerca de un acuerdo para ganar por lo menos un juego de playoffs en el 2009 o ser despedido, Tony Romo fue ratificado una vez más como quarterback titular de los Cowboys. Con su mejor temporada regular en yardas de pase totales en su carrera, Romo llevó a los Cowboys una vez más al campeonato de la división Este y a una marca de 11-5, mostrando cualidades de liderezgo y desempeñadose con seguridad en el terreno de juego, ganandóse el reconocimiento de la prensa y del medio en general. Lograron en la temporada 2009 romper con una racha de 13 años sin ganar un partido de playoffs frente a los Philadelphia Eagles con un contundente 34-14, sin embargo en los títulos divisionales los Cowboys fueron derrotados 34-3 por los Minnesota Vikings, juego en el que Romo cometió tres fumbles (dos de los cuales resultaron en pérdidas de posesión), lanzó una intercepción y fue capturado seis veces por la defensiva de los Vikings. A pesar de esta derrota tanto el head preparador jefe de Dallas, Wade Phillips, como Tony Romo "seguirán" con el equipo para la temporada 2010.

#### Temporadas 2010 - 2013
En la temporada 2010, después de comenzar con 1 ganado y 4 perdidos, en la séptima semana, jugando contra los New York Giants, sus acérrimos rivales de división, Tony Romo, se fracturó la clavícula izquierda y la lesión lo puso fuera de la temporada.
A mitad de la temporada y al ir con 1 ganado y 7 perdidos Wade Phillips fue despedido del equipo y se nombró de forma interina como entrenador a Jason Garret el coordinador ofensivo del equipo, esa temporada terminaron con 6 Ganados y 10 perdidos.
Continuaría siendo el quarterback titular de los Cowboys para las temporadas de 2011, 2012, y 2013.

#### Temporada 2014
Logró llevar a los Dallas Cowboys, hasta el juego divisional de la Conferencia Nacional, donde fueron eliminados por Green Bay Packers tras fallar la 4.ª oportunidad con una recepción de Dez Bryant que fue dado como pase incompleto quedando con el resultado de 21-26 a favor de los Green Bay Packers.

#### Temporada 2015
Sufrió una fractura de la clavícula izquierda en la segunda semana de la temporada, frente a las águilas de Filadelfia , quedando fuera de acción. Regresó para la semana 11 con una victoria de Cowboys sobre Miami Dolphins. Para la semana 12, en el partido contra Carolina Panthers, sufrió nuevamente una fractura de la misma clavícula. Esta lesión lo dejó fuera el resto de la temporada. Siendo sustituido por el segundo quarterback del equipo, Matt Cassel (quién sufriría una lesión de tendones) y este sería reemplazado por Kellen Moore, tercer quarterback. El balance de un año de lesionados llevaría al equipo a una de sus peores marcas, de 4-12. 

#### Temporada 2016
Este año los Vaqueros de Dallas tuvieron la oportunidad de elegir en el Draft de la NFL a dos novatos ofensivos bien posicionados. En 1ª ronda y selección número 4, adquirieron al Running back, Ezekiel Elliott de la Universidad Estatal de Ohio, así como de forma compensatoria al quarterback Dak Prescott y debido al no adquirir a Paxton Lynch o Connor Cook como quarterbacks, esto en la 4ª ronda y selección número 135. 
Durante la pretemporada, Tony Romo sufrió una lesión en el hombro, durante un juego contra los Seattle Seahawks, por lo cual fue sustituido por el novato Dak Prescott, quién comenzaría la temporada regular con buenos sumandos, perdiendo tan sólo 3 juegos de 16... Dos contra los Giants y uno contra los Eagles. 
Siendo Romo relegado a 3 quarterback tras la contratación del veterano Mark Sanchez ex-Jet de Nueva York y suplente en Philadelphia. 
El papel de Romo en el equipo fue de asistir y brindar confianza al novato titular Prescott, así como el de asesoramiento en algunas jugadas y formaciones junto al coordinador ofensivo Scott Linehan. 
Llegando a jugar su último juego en el equipo, la semana 17 contra Philadelphia, donde saldría tras una lesión, aunque daría un pase de anotación al también veterano Jason Witten, ala cerrada del equipo.

#### Retiro
Tras la ascensión de Dak Prescott como quarterback titular del equipo, se especulaba la salida de Tony Romo de los Dallas Cowboys, debido a lo caro de su contrato y por representar un problema para el tope salarial; Siendo pretendido según rumores por tres equipos al menos: 
- Pittsburgh Steelers (tras la posible salida de su qb veterano Ben Roethlisberger y el mal desempeño del backup Landry Jones, así como su necesidad de un mariscal veterano con experiencia que asesorase a la adquisición del draft 2017).

- Denver Broncos (debido a la inexperiencia de Paxton Lynch y tras la ausencia de Peyton Manning).

- Houston Texans (tras los problemas de lesiones en Brock Osweiler y la inexperiencia de su segundo y tercer mariscales).

Confirmandose los rumores en sólo 2 de los 3 equipos supuestamente pretendientes. Denver y Houston, aunque Dallas y su agente lo negociaron, al final no fue contratado por ninguno y Jerry Jones en conferencia de prensa, decide cortarlo del equipo. Aunque Romo ya había barajeado retirarse a la vida familiar y trabajar como comentarista deportivo de CBS.

## Estadísticas profesionales
Todas las estadísticas y logros son cortesía de la NFL, Dallas Cowboys y Pro-Football.

### Temporada regular
| Temporada | Equipo  | Juegos | Registro (V-D) | Pases | Pases | Pases | Pases  | Pases | Pases | Pases | Pases | Pases  | Acarreos | Acarreos | Acarreos | Acarreos | Acarreos | Capturas | Capturas | Fumbles | Fumbles |
| Temporada | Equipo  | Juegos | Registro (V-D) | Comp  | Att   | Pct   | Yds    | YPA   | Lg    | TD    | Int   | Índice | Att      | Yds      | Prom     | Lg       | TD       | Cap      | Yds      | Fum     | Perd    |
| --------- | ------- | ------ | -------------- | ----- | ----- | ----- | ------ | ----- | ----- | ----- | ----- | ------ | -------- | -------- | -------- | -------- | -------- | -------- | -------- | ------- | ------- |
| 2003      | DAL     | 6      |                | --    | --    | --    | --     | --    | --    | --    | --    | 0.00   | --       | --       | --       | --       | --       | --       | --       | --      | --      |
| 2004      | DAL     | 16     |                | --    | --    | --    | --     | --    | --    | --    | --    | 0.00   | --       | --       | --       | --       | --       | --       | --       | --      | --      |
| 2005      | DAL     | 16     |                | --    | --    | --    | --     | --    | --    | --    | --    | 0.00   | 2        | -2       | -1.0     | -1       | 0        | --       | --       | --      | --      |
| 2006      | DAL     | 16     | 6-4            | 220   | 337   | 65.3  | 2,903  | 8.6   | 56    | 19    | 13    | 95.1   | 34       | 102      | 3.0      | 16       | 0        | 21       | 124      | 9       | 3       |
| 2007      | DAL     | 13     | 13-3           | 335   | 520   | 64.4  | 4,211  | 8.1   | 59    | 36    | 19    | 97.4   | 31       | 129      | 4.2      | 17       | 2        | 24       | 176      | 10      | 2       |
| 2008      | DAL     | 16     | 8-5            | 276   | 450   | 61.3  | 3,448  | 7.7   | 75    | 26    | 14    | 91.4   | 28       | 41       | 1.5      | 15       | 0        | 20       | 123      | 13      | 7       |
| 2009      | DAL     | 16     | 11-5           | 347   | 550   | 63.1  | 4,483  | 8.2   | 80    | 26    | 9     | 97.6   | 35       | 105      | 3.0      | 17       | 1        | 34       | 196      | 6       | 4       |
| 2010      | DAL     | 16     | 1-5            | 148   | 213   | 69.5  | 1,605  | 7.5   | 69    | 11    | 17    | 94.9   | 6        | 38       | 6.3      | 14       | 0        | 7        | 41       | --      | --      |
| 2011      | DAL     | 16     | 8-8            | 346   | 522   | 66.3  | 4,184  | 8.0   | 77    | 31    | 10    | 102.5  | 22       | 46       | 2.1      | 17       | 1        | 36       | 227      | 6       | 3       |
| 2012      | DAL     | 16     | 8-8            | 425   | 648   | 65.6  | 4,903  | 7.6   | 85    | 28    | 19    | 90.5   | 30       | 49       | 1.6      | 15       | 1        | 36       | 263      | 6       | 3       |
| 2013      | DAL     | 15     | 8-7            | 342   | 535   | 63.9  | 3,828  | 7.2   | 82    | 31    | 10    | 96.7   | 20       | 38       | 1.9      | 15       | 0        | 35       | 272      | 4       | 1       |
| 2014      | DAL     | 15     | 12-3           | 304   | 435   | 69.9  | 3,705  | 8.5   | 68    | 34    | 9     | 113.2  | 26       | 61       | 2.3      | 21       | 0        | 29       | 215      | 7       | 3       |
| 2015      | DAL     | 4      | 3-1            | 83    | 121   | 68.6  | 884    | 7.3   | 39    | 5     | 7     | 79.4   | 4        | 13       | 3.3      | 12       | 0        | 6        | 35       | 1       | 1       |
| 2016      | DAL     | 1      |                | 3     | 4     | 75.0  | 29     | 7.3   | 15    | 1     | 0     | 134.4  | --       | --       | --       | --       | --       | 0        | 0        | --      | --      |
| Carrera   | Carrera | 156    | 78-49          | 2,829 | 4,335 | 65.3  | 34,183 | 7.9   | 85    | 248   | 117   | 97.1   | 238      | 620      | 2.6      | 21       | 5        | 248      | 1,672    | 62      | 27      |

### Playoffs
| Temporada | Equipo  | Juegos | Registro (V-D) | Pases | Pases | Pases | Pases | Pases | Pases | Pases | Pases | Pases  | Acarreos | Acarreos | Acarreos | Acarreos | Acarreos | Capturas | Capturas | Fumbles | Fumbles |
| Temporada | Equipo  | Juegos | Registro (V-D) | Comp  | Att   | Pct   | Yds   | YPA   | Lg    | TD    | Int   | Índice | Att      | Yds      | Prom     | Lg       | TD       | Cap      | Yds      | Fum     | Perd    |
| --------- | ------- | ------ | -------------- | ----- | ----- | ----- | ----- | ----- | ----- | ----- | ----- | ------ | -------- | -------- | -------- | -------- | -------- | -------- | -------- | ------- | ------- |
| 2006      | DAL     | 1      | 0-1            | 17    | 29    | 58.6  | 189   | 6.5   | 32    | 1     | 0     | 89.6   | 1        | 0        | 0.0      | 0        | 0        | 2        | 21       | 2       | --      |
| 2007      | DAL     | 1      | 0-1            | 18    | 36    | 50.0  | 201   | 5.6   | 20    | 1     | 1     | 64.7   | 3        | 17       | 5.7      | 11       | 0        | 2        | 19       | 0       | --      |
| 2009      | DAL     | 2      | 1-1            | 45    | 70    | 64.3  | 442   | 6.3   | 36    | 2     | 1     | 85.5   | 3        | 4        | 1.3      | 5        | 0        | 8        | 58       | 3       | --      |
| 2014      | DAL     | 2      | 1-1            | 34    | 50    | 68.0  | 484   | 9.7   | 76    | 4     | 0     | 125.7  | 3        | 5        | 1.7      | 7        | 0        | 10       | 72       | 3       | --      |
| Carrera   | Carrera | 6      | 2-4            | 114   | 185   | 61.6  | 1,316 | 7.1   | 76    | 8     | 2     | 93.0   | 10       | 26       | 2.6      | 11       | 0        | 22       | 170      | 8       | --      |

## Palmarés

### Títulos en NFL
| Título              | Club           | Lugar             | Edición |
| ------------------- | -------------- | ----------------- | ------- |
| División Este (NFC) | Dallas Cowboys | Irving (Texas)    | 2007    |
| División Este (NFC) | Dallas Cowboys | Arlington (Texas) | 2009    |
| División Este (NFC) | Dallas Cowboys | Arlington (Texas) | 2014    |